# HERO (A.F.R.Oの曲)
「HERO」（ヒーロー）はA.F.R.Oの配信限定シングル。トイズファクトリーから2015年6月17日に配信された。｢FAMILY｣と同時配信となる。
同時配信曲は｢ジャッパニーズ｣、｢涙雨｣から約6年振りとなる。
配信限定曲は｢記念日 with HIDE from GReeeeN｣から約1年2ヶ月振りとなる。

## 曲の詳細
1. HERO [3:55]
  - 作詞・作曲 : A.F.R.O